# Ferrovia Alta Valtellina
La ferrovia dell'Alta Valtellina è una linea ferroviaria delle Ferrovie dello Stato (dal 2001 di RFI) che collega Sondrio a Tirano.

## Storia
Nel 1899 si era costituita la Società Anonima per le Ferrovie dell'Alta Valtellina (F.A.V.) con lo scopo di collegare Sondrio con Tirano; ottenuta la concessione nell'agosto dello stesso anno, dette inizio ai lavori di costruzione. La linea, detta dell'Alta Valtellina, naturale prosecuzione di quella della Valtellina, venne inaugurata il 29 giugno 1902. Qualche anno più tardi, il 1º luglio 1908, venne attivata per la Compagnia privata svizzera Berninabahn (oggi parte della Ferrovia retica) la linea Tirano-St. Moritz, che permetteva il collegamento della Alta Valle con i versanti svizzeri della regione.
Inizialmente la ferrovia Alta Valtellina fu esercita con la trazione a vapore, utilizzando allo scopo quattro locomotive a vapore T3; nel 1932 venne elettrificata con lo stesso sistema della linea afferente della Valtellina.
La linea è in salita, dai 299 metri di Sondrio ai 428 metri di Tirano, con un’acclività media del 5 per mille e massima del 25 per mille; il raggio minimo delle curve è di 250 metri.
La sottostazione elettrica era posta a San Giacomo di Teglio e, a sua volta veniva alimentata dalla centrale FS di Morbegno mediante una terna a 20 kW. Nel 1961, quando la linea Lecco-Sondrio passò alla corrente continua, la stazione elettrica di Morbegno fu chiusa e per alimentare la FAV fu necessario approvvigionarsi dalla lontana centrale di Arquata Scrivia (AL), che continuava a servire le linee del Piemonte e della Liguria ancora elettrificate con il sistema trifase. Un elettrodotto congiungeva Voghera con Morbegno, il tutto con evidenti diseconomie. Per qualche anno si passò alla trazione diesel.
Nel 1967, a causa del declino della trazione trifase, la linea fu de-elettrificata ed esercita con automotrici diesel tipo ALn 556 noleggiate dalle Ferrovie dello Stato.
Intorno al 1975 l'armamento della linea venne rifatto quasi completamente e sul finire degli anni '70 si ebbe l'elettrificazione con il sistema vigente nelle altre linee italiane: corrente continua a 3.000 Volt.
Nel 1974 la linea fu riscattata dallo Stato ed entrò a far parte della rete FS. In tale occasione, quando già si iniziava a delineare una mutata tendenza della direzione, volta alla soppressione dei piccoli impianti, le stazioni di Villa di Tirano, Bianzone, San Giacomo di Teglio e Chiuro, furono private degli impianti di sicurezza e segnalamento e trasformate in fermate, con gli scambi bloccati in attesa della loro definitiva eliminazione.
Il 29 maggio 1980 venne attivata la trazione elettrica, ma secondo il più moderno sistema a corrente continua 3 kV. Dal 1981 furono istituiti i primi treni diretti Milano-Tirano.
A metà degli anni ottanta del XX secolo la linea fu oggetto di un più vasto programma di potenziamento dell'itinerario da Milano per una spesa di circa 100 miliardi di lire, che comportò l'attivazione di Apparati A.C.E.I. telecomandabili e del Controllo del Traffico Centralizzato (CTC) fra Sondrio e Tirano, con Dirigente Centrale a Colico.

## Servizio ferroviario
Dal 2008 le corse di tipo Regionale, in seguito all'incremento delle corse di tipo RegioExpress da Milano per Tirano e viceversa, vengono progressivamente ridotte da 19 a 13, e a giugno 2014 vi è un'ulteriore riduzione. Nel 2018 le corse giornaliere erano 9.
Viene svolto un servizio di treni Regionali Sondrio-Tirano e di treni RegioExpress Milano-Tirano che fermano nelle stazioni principali, tra cui Monza, Lecco, Colico, Morbegno, Sondrio, Tresenda-Aprica-Teglio e Tirano, con un tempo di percorrenza di circa due ore e 30 minuti, effettuando corse a cadenza oraria per la maggior parte della giornata, tranne alcuni "buchi" biorari a metà mattina.

## Materiale rotabile

### Dall'inaugurazione alla cessazione del servizio FAV
I primi trent'anni di esercizio furono caratterizzati dall'utilizzo di composizioni di carri e carrozze al traino delle locomotive a vapore del parco sociale FAV.
La trazione elettrica, attiva dal 1932 al 1967, portò alla sostituzione delle vaporiere con le classiche locomotive trifasi E.440, un esemplare dei quali (E.440.3) si trova oggi esposto nel Museo nazionale ferroviario di Pietrarsa.

#### Locomotive a vapore FAV
| Numero | Nome       | Anno | Costruttore | Num. fabbr. | Rodiggio | Potenza | Radiazione           | Note              |
| ------ | ---------- | ---- | ----------- | ----------- | -------- | ------- | -------------------- | ----------------- |
| 1      | Bernina    | 1901 | Henschel    | 5818        | Bt       | 130 kW  | 1925                 |                   |
| 2      | Stelvio    | 1901 | Henschel    | 5819        | Bt       | 130 kW  | 1938                 |                   |
| 3      | Aprica     | 1901 | Henschel    | 5820        | Bt       | 130 kW  | 1924                 |                   |
| 4      | Mortirolo  | 1902 | Henschel    | 5998        | Ct       | 200 kW  | < 1931               | tipo prussiano T3 |
| 5      | Adda       | 1909 | Henschel    | 9247        | Ct       | 200 kW  | 1950                 | tipo prussiano T3 |
| 6      | Valtellina | 1914 | Henschel    | 13262       | Ct       | 200 kW  | 1965 > Museo Folgino | tipo prussiano T3 |
| 7      | Tirano     | 1922 | Henschel    | 20345       | Ct       | 200 kW  | 1949                 | tipo prussiano T3 |
| 8      |            | 1924 | Henschel    | 20977       | Ct       | 200 kW  | 1935                 |                   |
| 9      |            | 1901 | SLM         | 1361        | Ct       | 260 kW  | 1935                 | ex FFS 8412       |

#### Locomotive trifasi FAV
| Classificazione | Costruttore |
| --------------- | ----------- |
| E.440.1         | CEMSA       |
| E.440.2         | CEMSA       |
| E.440.3         | CEMSA       |
| E.440.4         | OM-TIBB     |

### Il periodo FS
In seguito alla cessazione dei treni a trazione trifase e fino all'inaugurazione della trazione elettrica a corrente continua nel 1980, i servizi furono svolti a trazione Diesel, dapprima con automotrici FS ALn 556 provenienti da Foggia e successivamente con le ALn 668 del Deposito Locomotive di Lecco, distaccate presso la Rimessa di Tirano; tali automotrici appartenevano dapprima alla serie 1700, successivamente sostituita dalla serie 1000 (secondo altra fonte fu invece impiegata prima la serie 1500 e poi la 1700; non risultano però ALn 668 1500 assegnate al DL di Lecco durante tutto il loro periodo di esercizio).
Talune corse svolte con materiale ordinario, erano trainate da locomotive D.343 impiegate anche alla trazione degli ultimi servizi merci, inizialmente affidati ad una 245.
L'elettrificazione portò un nuovo rinnovamento del materiale: per i servizi viaggiatori effettuati con materiale leggero si adoperarono elettromotrici ALe 883, in seguito sostituite da ALe 803. Fra le locomotive che si sono succedute lungo la linea si ricordano le E.646 attrezzate per il telecomando treni navetta, nonché le E.626, E.636 ed E.645 utilizzate per la trazione dei merci che a Tirano venivano caricati con bottiglie di acqua minerale provenienti dallo stabilimento della società "Levissima" di Cepina.

### Da Trenitalia a Trenord
In occasione della trasformazione societaria di Ferrovie dello Stato, Trenitalia rilevò l'esercizio della linea, contestualmente affidata in gestione a Rete Ferroviaria Italiana; da allora un numero crescente di treni viaggiatori fu affidato a composizioni di carrozze a piano ribassato trainate dapprima da locomotive E.646 nonché da locomotive E 632/ E633 ed in seguito dalle allora nuove E.464, specificamente progettate per questo tipo di servizi.
A partire dalla stagione 2011-2012 i servizi viaggiatori sono affidati a Trenord, che impiega il medesimo materiale rotabile messo a disposizione dal proprio socio Trenitalia; tale materiale è destinato gradualmente a vestire la livrea dell'impresa di trasporto lombarda.
Specificamente dedicati ai servizi Milano-Sondrio-Tirano, il 29 settembre 2011 fu presentata a Milano Centrale da Trenord la prima di 6 composizioni di carrozze per Medie Distanze ristrutturate negli interni, riconoscibili per una vistosa livrea bianco-rossa della vettura di prima classe ispirata ai treni della Ferrovia Retica in partenza da Tirano. Nello stesso periodo 6 composizioni di elettromotrici Ale 582 e rimorchi (3 pezzi) sono stati revampizzati con l'aggiunta del nome di un valico della Valtellina: Stelvio, Gavia, Forcola, Mortirolo, Maloja, Spluga. Questi vengono impiegati sui treni locali ed hanno sostituito definitivamente le ultime Ale 803 nell'aprile 2015.
Dall'autunno 2014 sono entrati in servizio i nuovi elettrotreni Alstom "Coradia" ETR 425 in sostituzione di alcune composizioni di carrozze per Medie Distanze nel servizio diretto Tirano-Milano. Spesso circolano in doppia composizione.
Il servizio merci delle acque minerali, in partenza da Tirano mediamente 2 volte al giorno, continua ad essere appannaggio da anni delle E 652 prima di FS Cargo, ora di Mercitalia Rail. Saltuariamente è capitato di vedere al traino una diesel D 146 e fino a pochi anni fa anche qualche E633.

## Percorso
| Continuation backward |

| Station on track |

| Unknown route-map component "HSTeBHF" |

| Station on track |

| Unknown route-map component "HSTeBHF" |

| Unknown route-map component "HSTeBHF" |

| Station on track |

| Stop on track |

| Unknown route-map component "HSTeBHF" |

| Straight track | Unknown route-map component "CONTl+f" |

| Unknown route-map component "KBHFxe" | End station |

| Unknown route-map component "exLSTR" |